# اختبارات الأمراض الفيروسية
اختبارات الأمراض الفيروسية هي مجموعة من التقنيات المخبرية ذات الأهداف المتعددة، والتي تشمل تشخيص الحالات المرضية وتقييم المناعة وفهم انتشار المرض. تشمل المقاربات المبدئية للأمراض الفيروسية اختبارات الحمض النووي الريبوزي (RNA) والحمض النووي الريبوزي ناقص الأكسجين (DNA)، إضافة إلى الاختبارات المصلية واختبارات المستضد.

## تاريخ

### مرض فيروس كورونا 2019
في مارس 2020، تلقت مختبرات أبوت ترخيص الاستخدام الطارئ لاختبار الحمض النووي متعادل الحرارة لتشخيص مرض فيروس كورونا. أصدر الاختبار نتائجه خلال خمس دقائق باستخدام نظام الاختبار المحمول من نوع (آي دي ناو). تلقت أبوت ترخيص الاستخدام الطارئ أيضًا لاستخدام اختبار الحمض النووي المعتمد على تقنية (إم 2000).
في أبريل 2020، تلقت مختبرات أبوت ترخيص الاستخدام الطارئ لاختبار (أركيتكت) المخبري لاختبار الأجسام المضادة من نوع الغلوبيولين المناعي ج الخاص بمرض فيروس كورونا. في أبريل أيضًا، أُعلن أن حساسية تقنية آي دي ناو المخبرية تصل إلى 85.2%. وجدت دراسة أخرى أن الحساسية لم تبلغ أكثر 52%، ما دفع بإدارة الغذاء والدواء في الولايات المتحدة إلى إصدار إنذار. وجدت دراسة أخرى أن الحساسية تصل إلى 91%. أنفقت المملكة المتحدة مبلغ 20 مليون دولار أمريكي على اختبارات الأضداد التي ثبت أنها غير دقيقة.
في مايو 2020، حصل اختبار مستضدي سريع لشركة كويدل على ترخيص الاستخدام الطارئ للكشف عن فيروس سارس كوف 2. قيل إن نتائج الاختبار تصبح متوفرة خلال 15 دقيقة من الفحص، وذلك بحساسية تبلغ 85%. أيضًا في مايو 2020، حصل تحليل جيني معتمد على تقنية كريسبر على الموافقة للاستعمال الطارئ، وادعى مطوروه وصول الحساسية إلى 97.5% والانتقائية إلى 100%. في هذا الشهر تلقت مختبرات أبوت على ترخيص الاستخدام الطارئ لاختبار ألينيتي للأجسام المضادة الخاصة بمرض فيروس كورونا 2019. ادعت الشركة وصول الحساسية إلى 100% والنوعية إلى 99.6% بالنسبة إلى المرضى المفحوصين بعد 14 يومًا من بدء الأعراض. وجدت مراجعة أخرى أن حساسية اختبارات تفاعل البلمرة المتسلسل اعتمدت على الفترة الفاصلة بين التقاط العدوى وإجراء الاختبار. بعد التقاط العدوى بشكل مباشر، بلغت الحساسية 0%، لترتفع إلى 80% بعد ثلاثة أيام ثم تتراجع بعد ذلك.
في مايو 2020، سحبت إدارة الغذاء والدواء في الولايات المتحدة موافقتها عن 29 من بين 41 اختبارًا مصليًا للأضداد كانت قد أعطتها تراخيص للاستعمال الطارئ قبل ذلك.

## الأنواع

### اختبارات الحمض النووي
يمكن أن تبحث اختبارات الحمض النووي الفيروسي إما عن الحمض النووي الريبوزي (آر إن إيه) أو عن الحمض النووي الريبوزي ناقص الأكسجين (دي إن إيه). تستخدم هذه الاختبارات نمطيًا تقنية تفاعل البلمرة المتسلسل للنسخ العكسي بهدف مضاعفة كمية المادة الوراثية في عينة صغيرة إلى حد يمكن من قياسها. عادة ما تؤخذ المادة الوراثية من الأنف أو الجيوب. وجدت إحدى الدراسات أن الحساسية السريرية لهذه الطريقة تتراوح بين 66 و80%. وجدت دراسة أخرى أن الدقة تصل إلى 70%.
تستخدم الاختبارات الحديثة تقنية كريسبر بهدف إصدار نتيجة الاختبار دون الحاجة إلى معدات المختبر. يتفاعل الاختبار مع المادة الوراثية لإنتاج إشارة مرئية دون الحاجة إلى مضاعفة أو تكبير.

### الاختبارات المصلية
تبحث الاختبارات المصلية عن وجود الأجسام المضادة في عينة الاختبار. الاجسام المضادة هي مواد ينتجها الجسم لمحاربة الغزو بالعوامل الممرضة. الأجسام المضادة الأساسية التي تشاهد في الاختبارات الفيروسية هي الغلوبيولين المناعي ج والغلوبيولين المناعي إي.

### اختبار المستضد السريع
يبحث اختبار المستضد السريع بسرعة عن المستضدات، وهي الأجزاء البروتينية المشاهدة على سطح الفيروس أو داخله. يمكن تحليل اختبارات المستضد خلال دقائق. تملك هذه الاختبارات دقة أقل من تفاعل البلمرة المتسلسل. تملك معدل إيجابية كاذبة منخفضًا لكن معدل السلبية الكاذبة أعلى. قد تحتاج النتيجة السلبية إلى التأكيد باختبار تفاعل البلمرة المتسلسل. يدعي أنصار هذه التقنية أن اختبارات المستضد أقل تكلفة ويمكن توسيع نطاقها بشكل أسرع من تفاعل البلمرة المتسلسل. تتوفر اختبارات مستضد لعدد من الحالات المرضية مثل البكتيريا المكورة العقدية والإنفلونزا والجيارديا والإيبولا والملتوية البوابية. يمكن الكشف عن المستضد في الدم أو البول أو البراز.

### التصوير
يمكن استخدام التقنيات الشعاعية مثل التصوير المقطعي المحوسب بهدف إغناء عملية التشخيص. يعتبر المسح المقطعي المحوسب أعلى تكلفة بكثير من اختبارات الحمض النووي ويعرض المريض إلى جرعة منخفضة من الإشعاع. بالنسبة إلى مرض فيروس كورونا 2019، يعتبر التصوير المقطعي المحوسب أكثر التقنيات التشخيصية دقة، وذلك لأن المرض ينشئ بقعًا من مناطق «الزجاج المغشى» في الرئتين تظهر بهذا التصوير. وجدت إحدى الدراسات أن حساسية هذه الطريقة تصل إلى 97%.